# John Beresford (4e marquis de Waterford)
Pour les articles homonymes, voir John Beresford et Beresford.
John de la Poer Beresford, 4e marquis de Waterford (27 avril 1814 - 6 novembre 1866) est un pair irlandais et ministre de l'Église d'Irlande.

## Biographie
Il est le troisième fils d'Henry Beresford (2e marquis de Waterford) et de sa femme, Susanna. Il fait ses études au Collège d'Eton et au Trinity College, Cambridge. Il est entré plus tard dans les ordres et est le titulaire de Mullaghbrack, comté d'Armagh et prébendaire de la Cathédrale anglicane Saint-Patrick d'Armagh, servant sous son oncle, John George Beresford. 

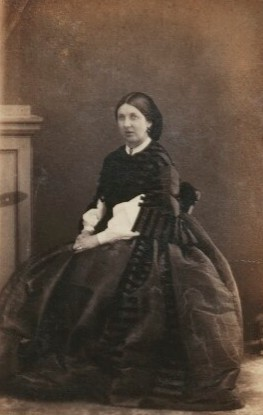
Christiana Beresford, marquise de Waterford

Le 20 février 1843, il épouse Christiana Leslie, fille de Charles Powell Leslie II . Ils ont cinq fils: 
- John Beresford (5e marquis de Waterford) (1844 - 1895)
- Charles Beresford (en), puis créé baron Beresford, amiral de la marine
- William Beresford, militaire
- Marcus Beresford, Ecuyer
- Delaval James Beresford, militaire

Beresford hérite du marquisat à la mort de son frère sans enfant en 1859. À sa propre mort en 1866, le titre est passé à son fils aîné, John. 